# ブラックホール/ホログラム
「ブラックホール／ホログラム」は、日本のバンド、山嵐の4枚目のシングル。2000年8月23日に発売された。

## 概要
- 前作からおよそ1年5ヶ月ぶりのリリースであり、初の両A面シングル。
- 山嵐のシングルとしては、唯一オリコントップ10入りを果たした作品であり、2018年現在バンド最大のヒット作である。

## 収録曲
- 全曲、作詞:KOJIMA,SATOSHI　作曲:山嵐

1. ブラックホール
山嵐の曲の中でも特にハードな曲であり、ボーカルのKOJIMAはこの曲について「調子の悪いときは歌わない」と発言している。
2. ホログラム
イントロでは電子音を使用している。

## 収録アルバム
- 『シックスメン』（#2）
- 『1997-2001 SINGLE COLLECTION』（#1、#2）
- 『スーパーベスト』（#1、#2）